# Коэн, Уэсли
Уэсли Коэн (англ. Wesley M. Cohen; родился 2 июля 1950, США) — американский экономист, профессор экономики Университета Дьюка.

## Биография
Уэсли Коэн получил степень бакалавра (B.A.) с отличием в 1978 году, магистерскую степень (M.A.) по экономике и степень магистра философии (M.Phil.) по экономике в 1978 году, докторскую степень (Ph.D.) по экономике в 1981 году в Йельском университете. В 1974—1975 годах также обучался в Кембриджском университете.
Трудовую деятельность начал в должности научного сотрудника Института экономических и социальных исследований при Национальном университете Заира ещё в 1974 году, затем работал экономистом в отделе энергетики в Energy Information Administration в 1979—1981 годах, был приглашённым преподавателем в организации Resources for the Future в 1980 году.
Преподавательскую деятельность после университета начал в должности научного сотрудника на факультете промышленной организации Гарвардской школы бизнеса в 1981—1982 годах, затем ассистентом профессора экономики и социальных наук на кафедре социальных наук и научных решений в 1982—1989 годах, ассоциированным профессором экономики и социальных наук в 1989—1997 годах, профессором экономики и социальных наук в 1997—2002 годах в Университете Карнеги — Меллона.
В настоящий момент профессор экономики в Университете Дьюка с 2002 года и в Юридической школе Дьюка c 2005 года, директор факультета Центра предпринимательства и инноваций в Школе бизнеса Фукуа с 2005 года, научный сотрудник Национального бюро экономических исследований с 1998 года.
Также преподавал в Школе государственной политики и управления им. Джона Хайнца III в 1989—2002 годах, являлся главным редактором «Research Policy» в 1995—1999 году.

## Награды
За свои достижения был награждён:
- 1969 — 5-летняя стипендия на обучение бакалавра от Йельского университета;
- 1972 — исследовательский грант от Национального научного фонда;
- 1972 — приз Макса Траурига по экономике;
- 1973 — стипендия Мюррея;
- 1974 — стипендия Маршалла;
- 1975, 1977 — стипендия на обучение от Йельского университета;
- 1976 — стипендия Шелдона Кларка;
- 1978 — стипендия от Фонда Альфреда Слоуна;
- 1979 — грант на исследование от Исследовательского института электроэнергии[англ.];
- 2008 — награда от Университета Дьюка «за выдающиеся достижения в преподавании»;
- 2017 — награда факультета от Bank of America;
- 2017 — награда Wiley Technology Innovation Management как выдающегося ученого от Академии менеджмента[англ.] за исследования;
- 2018 — Clarivate Citation Laureates[2].